# Franz Bopp

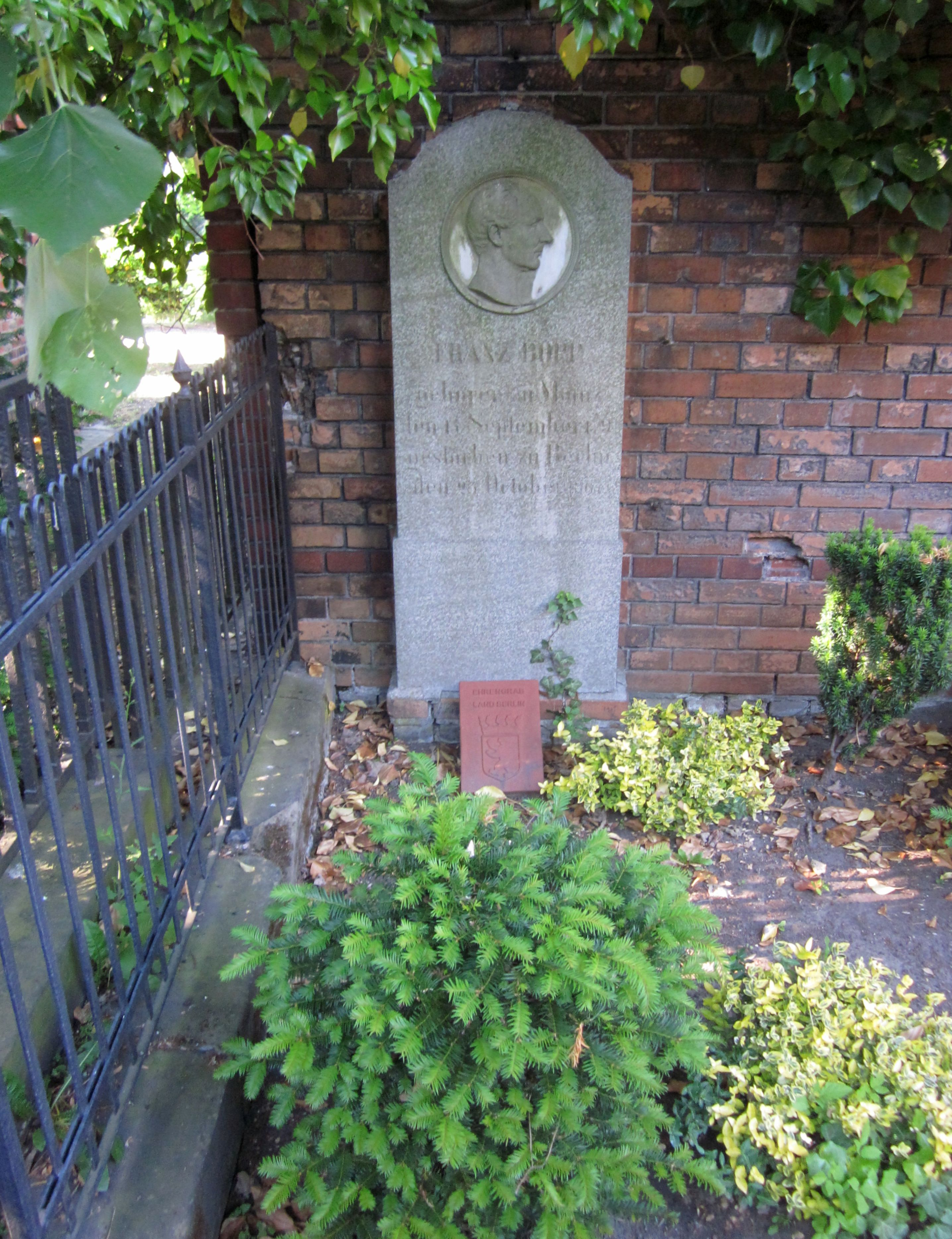
Boppův hrob v Berlíně (Kreuzberg)

Franz Bopp (14. září 1791 Mohuč – 23. října 1867 Berlín) byl německý jazykovědec, který je považován za průkopníka srovnávací jazykovědy a spolu s Augustem Schleicherem také indoevropeistiky. Vyučoval na katedře sanskrtu a srovnávací gramatiky v Berlíně.

## Život
Už na gymnáziu v Aschaffenburgu studoval orientální jazyky a v letech 1812–1816 v tom pokračoval v Paříži, kde jeho učiteli byli například Silvestre de Sacy a August Wilhelm Schlegel a v letech 1819–1821 s podporou bavorského krále Maxmiliána I. studoval v Londýně. Tam u něho roku 1820 studoval sanskrt německý vyslanec Wilhelm von Humboldt, který ho doporučil do Berlína. Od roku 1822 byl členem Pruské akademie věd a od roku 1825 řádným profesorem orientálních literatur a obecné lingvistiky. Roku 1857 byl zvolen zahraničním členem francouzské Académie des inscriptions et belles-lettres a dočkal se i dalších ocenění.

## Dílo
Boppovo průkopnické dílo Über das Konjugationssystem der Sanskritsprache in Vergleichung mit jenem der griechischen, lateinischen, persischen und germanischen Sprache (O systému konjugace sanskrtského jazyka ve srovnání se systémem konjugace řeckého, latinského, perského a germánského jazyka) vyšlo poprvé v roce 1816 - zde již zkoumal vztahy paradigmat, gramatických kategorií, slovního odvozování atd. Tím potvrdil starší hypotézu anglického orientalisty Williama Jonese a dalších o příbuznosti těchto jazyků. Od druhého vydání připojil k indoevropským jazykům i staroslověnštinu a později starou arménštinu, albánštinu a keltské jazyky. Ačkoli je v prvním vydání mnoho věcných chyb, které postupně opravoval, jeho dílo mělo velký úspěch a Bopp tak zůstává zakladatelem srovnávací gramatiky a indoevropeistiky.
Jeho rozsáhlá "Gramatika sanskrtu, zendu, řečtiny, latiny, litevštiny, gótštiny a němčiny" (1835–1852) byla vzápětí přeložena do angličtiny a francouzštiny. Dále vydal důkladnou učebnici sanskrtu, latinskou "Kritickou gramatiku sanskrtu", čítanku textů a do latiny i do němčiny přeložil řadu sanskrtských textů, úryvků z Mahábháraty.
Poprvé studoval také hláskové zákony (podle Boppa "fyzické") a fonologii, popsal hypotetický prajazyk a původ gramatických forem. Jako první také použil výraz "indo-evropský" a důsledně odmítal označení "indogermánský".